# Nimrod (schip, 1867)
De Nimrod was het schip dat Ernest Shackleton gebruikte tijdens zijn gelijknamige expeditie naar Antarctica in 1907-1909. Shackleton, die oorspronkelijk een ander schip op het oog had, moest zich door geldgebrek tevreden stellen met deze 41 jaar oude schoener die hij kocht voor £ 5.000.
Hij liet de oude walvisvaarder ombouwen tot een bark. Het zeilschip kon ook op stoom varen maar slechts met een maximumsnelheid van zes knopen. Voor de expeditie was het schip zo overladen met uitrusting en voorraden dat het onvoldoende kolen aan boord kon nemen om het traject van Nieuw-Zeeland naar Antarctica te maken en voldoende brandstof over te houden om zich een weg door het pakijs te banen. Daarom liet Shackleton zich tot bij het pakijs slepen, door de "Koonya", een koopvaardijschip. De kosten voor het slepen werden voor de helft gedragen door de regering van Nieuw-Zeeland. Het schip werd na terugkeer in Groot-Brittannië verkocht.